# Bin Ukishima
Bin Ukishima (浮嶋 敏?, Ukishima Bin; Tokyo, 4 settembre 1967) è un allenatore di calcio giapponese, commissario tecnico della nazionale Under-15 cinese.